# Vanguardia Liberal
Der Vanguardia Liberal (deutsch Liberale Vorhut) ist eine kolumbianische Regionalzeitung, die seit dem 1. September 1919 in Bucaramanga, der Hauptstadt des Departamento de Santander im Nordosten Kolumbiens erscheint. Das Blatt wurde von Alejandro Galvis Galvis gegründet, dessen Nachkommen ihre derzeitigen Besitzer sind.